# Harold Byrns
Harold Byrns (eigentlich Hans Bernstein; vollständiger Name Hans Julius Bernstein) geboren 13. September 1903 in Hannover, gestorben 22. Februar 1977 im Ortsteil Berlin  der Gemeinde Seedorf im Kreis Bad Segeberg, war ein deutscher Musiker, Dirigent und Komponist.

## Leben
Hans Bernstein wurde zur Zeit des Deutschen Kaiserreichs zu Beginn des 20. Jahrhunderts als Sohn und einziges Kind des aus jüdischer Familie stammenden Konzertagenten Arthur Bernstein und dessen Ehefrau Ottilie geboren, die gemeinsam in Hannover eine bald international bekannte Konzertagentur aufbauten. Nach dem Ersten Weltkrieg und im Jahr vor dem Höhepunkt der Deutschen Hyperinflation bestand er 1922 sein Abitur an der hannoverschen Leibnizschule. Seine musikalische Ausbildung erhielt er anschließend vor allem in Berlin am Stern’schen Konservatorium. Zu seinen Lehrern und Mentoren zählten Walter Gieseking, Franz Schreker, Erich Kleiber und Leo Blech.
Bernstein wirkte zeitweilig als Korrepetitor an der Berliner Staatsoper sowie als Kapellmeister in Lübeck und Oldenburg. Noch während der Weimarer Republik wurde er jedoch 1932 durch die bereits nationalsozialistische Oldenburger Landesregierung entlassen.
Nach der reichsweiten Machtergreifung durch die Nationalsozialisten und der systematisch betriebenen Ausgrenzung jüdischer Künstler gastierte Bernstein 1933 und 1934 als Konzertdirigent in mehreren italienischen Städten. In Rom begegnete er erstmals dem Komponisten Igor Strawinsky, als dieser mit seinem Sohn Soulima sein Concerto for Two Pianos aufführte. Im April 1935 emigrierte Bernstein gemeinsam mit seiner Ehefrau Helena Bernstein vollends zunächst nach Italien, wo er noch arbeiten durfte.
Ihr Eigentum, darunter zahlreiche wertvolle Bücher, hatten die Bernsteins im Bremer Freihafen eingelagert, bevor sie Ende 1936 in die USA emigrierten. Dort änderte Hans Bernstein seinen Namen und nannte sich seitdem Harold Byrns. Als Flüchtling und Einwanderer musste er seinen Lebensunterhalt verdienen, arbeitete anfangs in New York, später in Los Angeles. In den Vereinigten Staaten schrieb er Arrangements für Orchester und Filmmusik. 1939 gelang es seinen Eltern, ebenfalls in die USA zu emigrieren. Unterdessen war in Deutschland das in Bremen eingelagerte Umzugsgut der Familie, neben Partituren und Manuskripten, darunter Autographen von Ludwig van Beethoven und Richard Wagner, durch Verfügung der Geheimen Staatspolizei, Staatspolizeistelle Bremen, vom 2. März 1942 beschlagnahmt worden.
Nach dem Zweiten Weltkrieg gründete Byrns 1948 die Los Angeles Chamber Symphony, mit der er vor allem Werke der Musik des 20. Jahrhunderts von Komponisten wie Bela Bartók, Alban Berg, Arthur Honegger, Arnold Schönberg, Igor Strawinsky und Josef Suk aufführte und für das Label Capitol Records einspielte. Mit Schönberg und Strawinsky verband ihn auch eine persönliche Bekanntschaft, die er später in zwei autobiographischen Beiträgen dokumentierte (siehe unten „Eigene Schriften“).
Nach dem Tod seiner Eltern kehrte Byrns 1952 nach Europa zurück. Am 17. Oktober 1954 dirigierte er in Wien die Uraufführung der Sinfonie Fis-Dur op. 40 von Erich Wolfgang Korngold durch die Wiener Symphoniker. Im April 1956 gastierte Byrns, der zunächst in Wien lebte, erstmals wieder in seiner Geburtsstadt, der noch stark von der Nachkriegszeit geprägten Landeshauptstadt Hannover. Für die europäischen Produktionen der amerikanischen Plattenfirma Vox spielte Byrns Werke unter anderem von Berg, Rachmaninoff und Strawinsky ein, darunter in Zusammenarbeit mit dem Geiger Ivry Gitlis sowie den Pianisten Orazio Frugoni und Charlotte Zelka.
Byrns' letzter Wohnort, der in zweiter Ehe mit Ursula Fischer-Dieskau verheiratet war, war der Ortsteil Berlin der Gemeinde Seedorf im Kreis Bad Segeberg. 
Harold Byrns setzte sich mit einem besonderen Engagement für die Musik Gustav Mahlers ein und wirkte auch an der seit 1960 erschienenen Werkausgabe Mahlers mit. Die amerikanische Bruckner and Mahler Society of New York ehrte ihn (zusammen mit Leonard Bernstein) 1968 mit der Verleihung der Großen Mahler-Medaille für das Jahr 1967. Darüber hinaus hatte Byrns entscheidenden Anteil an der 1963 erfolgten Aufhebung des Verbots der Aufführung von Mahlers unvollendeter 10. Sinfonie durch Alma Mahler-Werfel.
Im geteilten Nachkriegsdeutschland dirigierte Byrns in den Jahren 1957 bis 1961 Opern von Mozart in der Inszenierung von Walter Felsenstein in der Komischen Oper im damaligen Ost-Berlin. Ab 1963 wirkte Harold Byrns als ständiger Gastdirigent der Orchester des Israelischen Rundfunks, später auch des Norddeutschen Rundfunks (NDR). 1971 übernahm er von dem scheidenden Generalmusikdirektor der Deutschen Oper Lorin Maazel das Dirigat der letzten Aufführungen von Schönbergs Oper Moses und Aron in der Inszenierung von Gustav Rudolf Sellner in Berlin und als Gastspiel in Zagreb.
An Byrns' Eltern Arthur und Ottilie Bernstein erinnert eine Inschrift am Familiengrab auf dem Jüdischen Friedhof Bothfeld.

## Eigene Schriften
- „Meine Begegnungen mit Arnold Schönberg“, in: Melos. Zeitschrift für Neue Musik 38 (1971), S. 234–236.
- „Von Rom nach Rom“ [Begegnung mit Igor Strawinsky], in: Melos. Zeitschrift für Neue Musik 38 (1971), S. 344–346.